# Larcasia
Larcasia is een geslacht van schietmotten van de familie Goeridae.

## Soorten
- L. akagiae H Nishimoto & K Tanida, 1999
- L. assamica F Schmid, 1965
- L. elia (Mosely, 1939)
- L. lannaensis H Malicky & P Chantaramongkol, 1996
- L. minor H Nishimoto, 1999
- L. partita L Navas, 1917